# 富妍
富妍（1982年4月8日—），（现艺名：仙羽）是中国大陆女歌手，出生在北京，中学就读于首都师范大学附属中学，大学毕业于北京工商大学，曾为“牛奶咖啡”乐队的主唱，2017年起开始独立发展并发行个人作品。

## 经历
- 2004年 签约摩登天空，与格非组成“牛奶咖啡”组合并担任该组合的主唱。
- 2005年 与格非凭借一首《Lasia》在华语原创乐坛崭露头角，正式出道[2]。12月22日发行首张专辑《燃烧吧!小宇宙》[3]。
- 2007年 发行第一本插画绘本《Lasia和魔法师的小花园》[4]。
- 2008年 3月28日发行第二张专辑《越长大越孤单》[5]，并于7月23日在北京星光现场举办“毕业心情：越长大越孤单”演唱会[6]。
- 2011年 4月推出EP《去寻找》。
- 2012年 发表单曲《旅客》。10月7日发行专辑《你不能爱我》[7]。
- 2014年 5月参加“中国乐谷·北京国际流行音乐节”[8]，8月发行专辑《时间的光》。
- 2015年 1月在广州参加第十届劲歌王金曲金榜音乐盛典并演唱《偶尔还是会想起你》。